# (466731) 2014 YX23
(466731) 2014 YX23 es un asteroide perteneciente al cinturón de asteroides, descubierto el 6 de diciembre de 2005 por el equipo Spacewatch desde el Observatorio Nacional de Kitt Peak (Arizona, Estados Unidos).